# Гранд-Траверс (округ)
Шаблон:StateAbbr_ 44°44′ пн. ш. 85°33′ зх. д. / 44.73° пн. ш. 85.55° зх. д.
Округ Ґранд-Траверс (англ. Grand Traverse County) — округ (графство) у штаті Мічиган, США. Ідентифікатор округу 26055.

## Історія
Округ утворений 1851 року.

## Демографія
За даними перепису 2000 року загальне населення округу становило 77654 осіб, зокрема міського населення було 38610, а сільського — 39044. Серед мешканців округу чоловіків було 37864, а жінок — 39790. В окрузі було 30396 домогосподарств, 20726 родин, які мешкали в 34842 будинках. Середній розмір родини становив 2,99.
Віковий розподіл населення поданий у таблиці:
| Стать    | До 15 років | 15-21 | 22-29 | 30-39 | 40-49 | 50-65 | 65-85 | Понад 85 |
| -------- | ----------- | ----- | ----- | ----- | ----- | ----- | ----- | -------- |
| Чоловіки | 8268        | 3797  | 3466  | 5627  | 6680  | 5890  | 3754  | 382      |
| Жінки    | 7887        | 3534  | 3447  | 5775  | 6927  | 6212  | 5048  | 960      |

## Суміжні округи
- Антрім — північний схід
- Калкаска — схід
- Вексфорд — південь
- Меністі — південний захід
- Бензі — захід
- Лілано — північний захід

## Виноски
1. ↑  U.S. Decennial Census. United States Census Bureau. Архів оригіналу за 26 квітня 2015. Процитовано 21 вересня 2014.
2. ↑  Historical Census Browser. University of Virginia Library. Архів оригіналу за 16 серпня 2012. Процитовано 21 вересня 2014.
3. ↑  Population of Counties by Decennial Census: 1900 to 1990. United States Census Bureau. Архів оригіналу за 15 лютого 2015. Процитовано 21 вересня 2014.
4. ↑  Census 2000 PHC-T-4. Ranking Tables for Counties: 1990 and 2000 (PDF). United States Census Bureau. Архів оригіналу (PDF) за 18 грудня 2014. Процитовано 21 вересня 2014.
5. ↑  State & County QuickFacts. United States Census Bureau. Архів оригіналу за 6 червня 2011. Процитовано 27 серпня 2013.(англ.) Наведено за англійською вікіпедією.
6. ↑  American FactFinder. Бюро перепису населення США. Архів оригіналу за 21 травня 2008. Процитовано 31 січня 2008.

| США | Це незавершена стаття з географії США. Ви можете допомогти проєкту, виправивши або дописавши її. |